# NGC 6072
NGC 6072是位於天蠍座南部的一個行星狀星雲。它的動態年齡為104年。因為它有非常强的CN（氰化物）譜線，它的星周包層可能富含碳。在富含氧的AGB（漸近巨星分支）星周包層中通常無法檢測到CN光譜線。NGC 6072還顯示了H2（氫） 發射和強烈的CO（一氧化碳）發射，這些發射已被繪製出來，顯示雙極和一些高速度的氣體。這個行星狀星雲的演化很可能是由光解離和離子/自由基分子反應主導的。休克化學反應 也可能很重要。
分析「蓋亞任務」的數據表明中心恆星是 聯星系統。

## 外部連結
- 维基共享资源上的相關多媒體資源：NGC 6072